# Genealogisk ungdoms tidskrift
Genealogisk ungdoms tidskrift, ofta förkortad GUT, var en tidskrift för släktforskare som utgavs åren 1977–1981 av föreningen Genealogisk ungdom i Göteborg med fyra nummer årligen. Den ersattes från och med 1982 av Släkthistoriskt forum.
Redaktörer var Håkan Skogsjö (1977–1980) och Peter Olausson (1981).